# Salvador Luria
Salvador Edward Luria, rodným jménem Salvatore Luria (13. srpen 1912, Turín – 6. únor 1991, Lexington, Massachusetts) byl italsko-americký mikrobiolog židovského původu. Roku 1969 obdržel spolu s Maxem Delbrückem a Alfredem Hersheyem Nobelovu cenu za fyziologii nebo lékařství, a to za objev rozmnožování a genetické struktury virů a vlastností bakteriofágů.

## Život
Vyrůstal v sefardské židovské rodině. Zajímavostí je, že na lyceu téměř propadal z přírodních věd, v nichž se nakonec tak proslavil. Vystudoval lékařství na turínské univerzitě, absolvoval roku 1935. K jeho spolužákům patřili i další dva budoucí nositelé Nobelovy ceny Rita Leviová-Montalciniová a Renato Dulbecco.
Po škole se začal výrazněji věnovat genetice, když navázal zejména na výzkum Maxe Delbrücka. Delbrück utekl před nacisty do Spojených států amerických, kde se dozvěděl o Luriových výzkumech v Itálii a pozval ho do USA. Italská fašistická vláda však Luriu do Ameriky nepustila. Nakonec se mu podařilo dostat aspoň do Paříže, kde pracoval v laboratoři manželů Curieových.
V Paříži započal svůj výzkum bakteriofágů, virů napadajících bakterie, které se ukázaly k výzkumu genů velmi výhodné. Roku 1940 však Němci vpadli do Francie a rychle postupovali na Paříž. Luriovi se podařilo utéct ještě před dobytím Paříže do Marseille, odkud pak odjel do Spojených států a na konci 40. let získal americké občanství.
Fyzik Enrico Fermi mu v Americe zařídil Rockefellerovo stipendium a Luria se konečně připojil k Delbrückovu badatelskému týmu, v němž byl také Alfred Hershey. Právě Delbrück, Hershey a Luria nakonec dostali společně roku 1969 Nobelovou cenu. Jejich výzkum se odlišoval od ostatních tím, že stavěl více na fyzice než biologii, což budilo dlouho v biologických kruzích jistý odpor. Delbrückův tým však vyšel z toho, že biologické systémy jsou sice složitější, ale přesto systémy fyzikální.
Od roku 1943 působil Luria na univerzitě v Indianě, kde jeho prvním postgraduálním studentem byl James Watson, který spolu s Francisem Crickem objevil strukturu DNA. Později pracoval na univerzitě v Illinois a nakonec na Massachusettském technologickém institutu (MIT) v Bostonu, kde se v roce 1972 stal ředitelem Centra pro výzkum rakoviny. V jeho oddělení pracovali budoucí nositelé Nobelovy ceny David Baltimore, Susumu Tonegawa, Phillip Allen Sharp a H. Robert Horvitz.

## Politická aktivita
Po celou dobu své kariéry byl Luria výrazným politickým aktivistou. V roce 1957 se připojil k Linusi Paulingovi, aby protestoval proti testování jaderných zbraní. Luria byl odpůrcem války ve Vietnamu a podporovatelem organizovaného odborového hnutí. V sedmdesátých letech 20. století se zapojil do debat o genetickém inženýrství a prosazoval kompromisní postoj mírného dohledu a regulace namísto extrémů, jako je úplný zákaz nebo úplná vědecká svoboda. Kvůli své politické angažovanosti byl v roce 1969 na krátkou dobu zařazen na černou listinu příjemců finančních prostředků z Národního ústavu zdraví.

## Ocenění
Kromě Nobelovy ceny získal Luria řadu ocenění a uznání. V roce 1959 byl zvolen členem Americké akademie umění a věd, v roce 1960 byl jmenován členem Národní akademie věd USA, v roce 1964 byl zvolen členem Americké filozofické společnosti, v letech 1968–1969 byl prezidentem Americké mikrobiologické společnosti. V roce 1969 mu společně s Maxem Delbrückem byla udělena cena Louisy Gross Horwitzové. V roce 1974 získal v USA národní knižní cenu za populárně vědeckou knihu Life: the Unfinished Experiment a v roce 1991 obdržel národní vyznamenání za vědu.